# Семеновод (Алтайский край)
Семеново́д — посёлок в Бийском районе Алтайского края России. Входит в состав Малоенисейского сельсовета.

## География
Находится в восточной части края, в южных пределах Бийско-Чумышской возвышенности, на берегу реки Бия, примерно в 2 км от села Малоенисейское.
Климат
умеренный континентальный. Самый холодный месяц: январь (до −54 °C), самый тёплый: июль (до +39 °C). Годовое количество осадков составляет 450—500 мм.

## История
Посёлок входит в муниципальное образование «Малоенисейский сельсовет» согласно муниципальной и административно-территориальной реформе 2007 года.

## Население
| 1997 | 1998 | 1999 | 2000 | 2001 | 2002 | 2003 | 2004 | 2005 |
| ---- | ---- | ---- | ---- | ---- | ---- | ---- | ---- | ---- |
| 456  | ↗461 | ↘459 | ↗463 | ↗465 | ↘462 | ↗484 | ↗495 | ↗497 |
| 2006 | 2007 | 2008 | 2009 | 2010 | 2011 | 2012 | 2013 |      |
| ↗499 | ↗530 | ↘525 | ↗582 | ↗631 | ↘630 | ↘617 | ↘611 |      |

национальный состав
Согласно результатам переписи 2002 года, в национальной структуре населения русские составляли 93 % от жителей.

## Инфраструктура
Функционируют: фельдшерско-акушерский пункт, сельский клуб.
В центре поселения, селе Малоенисейское, находится общеобразовательная школа, отделение «Почты России».

## Транспорт
Через посёлок вдоль реки проходит автодорога общего пользования регионального значения «Бийск — Усятское — Соусканиха — Верх-Кажа» (идентификационный номер 01 ОП РЗ 01К-34.
Остановка общественного транспорта «Семеновод».